# Ghost Stories (The Lawrence Arms)
Ghost Stories è il secondo album della band melodic hardcore The Lawrence Arms. Si tratta dell'ultimo lavoro pubblicato prima del passaggio all'etichetta Fat Wreck Chords di proprietà del cantante dei NOFX Fat Mike.

## Tracce
1. Sixteen Hours
2. Chicago is Burning
3. Turnstyles
4. Asa Phelps is Dead
5. All the Week
6. The Old Timer's 2x4
7. Here Comes the Neighborhood
8. Light Breathing (Me and Martha Plimpton in a Fancy Elevator)
9. Ghost Stories
10. 106 South
11. Minute
12. The Last One

## Formazione
- Chris McCaughan - voce, chitarra
- Brendan Kelly - basso
- Neil Hennessy - batteria